# Tanjung Luar
Tanjung Luar is een bestuurslaag in het regentschap Oost-Lombok van de provincie West-Nusa Tenggara, Indonesië. Tanjung Luar telt 12.638 inwoners (volkstelling 2010).